# 1531
Năm 1531 (số La Mã: MDXXXI) là một năm thường bắt đầu vào ngày Chủ nhật (liên kết sẽ hiển thị đầy đủ lịch) trong lịch Julius.